# Gemeinnütziges Bildungsjahr

Logo

Das Gemeinnützige Bildungsjahr  (GBJ), etwa vergleichbar mit dem Freiwilligen Kulturellen Jahr, ist ein in Deutschland einzigartiger Jugendfreiwilligendienst, der kulturelles, politisches und soziales Engagement auf kommunaler Ebene verbindet. 
Neben dem freiwilligen sozialen Jahr, dem freiwilligen ökologischen Jahr und dem freiwilligen kulturellen Jahr besteht seit 2002 auch die Möglichkeit, in Baden-Württemberg das Gemeinnützige Bildungsjahr  abzulegen. Jährlich leisten von Anfang September bis Ende August Abiturienten ihren Dienst in den verschiedenen Einsatzstellen ab. Rechtlich entspricht das GBJ dem Freiwilligen Sozialen Jahr und wurde bis zur Aussetzung der Wehrpflicht im Jahr 2011 auch als Wehrersatzdienst anerkannt.
Die Bewerbung für das Projekt erfolgt schriftlich und wird nach einem Auswahlverfahren in einem persönlichen Gespräch mit den Bewerbern fortgeführt, der letzte Schritt ist ein Auswahlgespräch mit den Verantwortlichen der Einsatzstellen und den Bewerbern.

## Entwicklung
Das Gemeinnützige Bildungsjahr wurde im Jahr 2002 von Stuttgarts Oberbürgermeister Wolfgang Schuster und Achim Laur, einem persönlichen Mitarbeiter der Kulturvermittlung, ins Leben gerufen. Seit dem Beginn des Projekts hat sich die Zahl der Einsatzstellen von sechs auf im Jahr 2007 30 Stellen maximiert. Unterstützt wird das Projekt unter anderem von der Stabsstelle „Förderung bürgerschaftliches Engagement“, der Bürgerstiftung Stuttgart, der Landeszentrale für politische Bildung Baden-Württemberg und der Robert Bosch Stiftung.
Nach und nach stießen einige baden-württembergische Städte hinzu, sodass das GBJ mittlerweile von sieben Städten (Stuttgart, Freiburg, Böblingen, Karlsruhe, Reutlingen, Trossingen und Villingen-Schwenningen) angeboten wird.

## Zielsetzung
Das Ziel des Gemeinnützigen Bildungsjahres ist es, jungen Menschen eine Erfahrung im kulturellen ebenso wie im kommunalen Bereich zu ermöglichen. Hierbei wird auf die Verflechtung von kultureller und kommunaler Ebene und auf den regen Austausch zwischen den Teilnehmern geachtet. Die Jugendlichen sollen lernen, dass eine Verwaltungstätigkeit in einem Bezirksamt für das soziokulturelle Umfeld einer Stadt von Bedeutung ist.
Es soll ein Gesamteindruck über die Wechselwirkung von Kultur und Gesellschaft vermittelt werden, was in der jeweiligen Entwicklung Abiturienten dazu beitragen soll, mündige und eigenverantwortliche Staatsbürger zu werden.

## Einsatzstellen
Die Einsatzstellen in den Städten erfahren eine grundsätzliche Unterteilung in Kultur- und Verwaltungseinrichtungen, hier am Beispiel von Stuttgart.
| - Bezirksämter Bad Cannstatt, Feuerbach, Innere Stadtbezirke, Plieningen-Birkach, Möhringen, Weilimdorf, Mühlhausen - Bürgerstiftung Stuttgart - Kulturamt, Dienststelle Kulturinformation - Kulturamt, Musikschule - Kulturamt Stadtbücherei (Kinderbücherei, Mediothek, Stadtteilbücherei West) - Stabsstelle des OB (Kinderfreundliches Stuttgart) - Stabsstelle Kommunale Kriminalprävention - Stabsstelle „Förderung Bürgerschaftliches Engagement“ / Freiwilligenagentur - Stadtmarketing Böblingen - vhs Stuttgart | - Altes Schauspielhaus - Akademie für gesprochenes Wort - Deutsch-Amerikanisches Zentrum/James-F.-Byrnes-Institut e. V. (DAZ) - Kulturamt, Stuttgarter Philharmoniker - Kunstmuseum Stuttgart - Staatstheater, Theaterpädagogik - Staatstheater, Junge Oper - Stuttgarter Kammerorchester |

## Weiterbildungsprogramm
Neben der Arbeit in der jeweiligen Einsatzstelle wird ein Weiterbildungsprogramm angeboten. Dieses beinhaltet unter anderem Tagesausflüge wie zum Beispiel Theater-, Galerie- und Museumsbesuche, sowie mehrtägige Seminare im kommunal- und europapolitischen Bereich und auch Bildungsreisen nach Berlin, Brüssel und Straßburg. So sollen die  Interessen der einzelnen Teilnehmer befriedigt werden und  ein Gesamteindruck von städtischem Leben und kommunaler Kultur entstehen. Insgesamt unterscheidet sich das Weiterbildungsprogramm jedoch von Stadt zu Stadt.

## Auswirkungen
Ende Januar 2008 wurde auf die Initiative einiger ehemaliger und aktueller Teilnehmer, der unabhängig von der Landeshauptstadt operierende Verein zur Förderung des Gemeinnützigen Bildungsjahres gegründet. Sein Ziel ist es vor allem, das GBJ bundesweit bekannt zu machen. Gleichzeitig ermöglicht der Verein einen dauerhaften Austausch zwischen ehemaligen, derzeitigen und zukünftigen Teilnehmern sowie Projektarbeit und -förderung innerhalb des GBJs.